# Кавендишский университет (Замбия)
Кавендишский университет Замбия (англ. Cavendish University (CUZ)) — частное коммерческое высшее учебное заведение, расположенное в г. Лусака в Замбии. Входит в 10 лучших вузов Замбии. Первый частный университет Замбии.

## История
Основан в 2004 году.

## Структура
В составе университета Медицинская школа, Школа права, Школа бизнеса и информационных технологий (BIT) и Школа искусств, образования и социальных наук (AESS).
в университете обучается от 3000 до 5500 студентов.
Поддерживает партнерские отношения и сотрудничество с Cavendish International Limited, London.